# Paul-Pierre van Outryve d'Ydewalle
Paul Pierre Eugène Ghislain van Outryve d'Ydewalle (Brugge, 2 april 1858 - Sint-Joost-ten-Node, 10 oktober 1930) was een Belgisch politicus. Hij was burgemeester van Ruddervoorde.

## Biografie

### Familie
Ridder Paul van Outryve d'Ydewalle was een zoon van Eugène-Edouard van Outryve d'Ydewalle en Emma de Serret. Hij was een kleinzoon van Eugène-Augustin van Outryve d'Ydewalle en baron Jules de Serret. Hij had een broer en een zus, terwijl het tweede huwelijk van zijn vader nog zes kinderen voortbracht.
Hij trouwde in 1881 in Aat met gravin Valérie du Val de Beaulieu (1855-1920), weduwe van Amédée de La Croix d'Ogimont en dochter van graaf Adhémar du Val de Beaulieu, burgemeester van Cambron-Casteau. Ze kregen twee dochters en waren de schoonouders van François de Meester de Heyndonck, volksvertegenwoordiger.
Hij was een halfschoonbroer van baron Raoul Mazeman de Couthove, burgemeester van Proven.

### Loopbaan
In 1896 werd hij provincieraadslid van West-Vlaanderen voor het kanton Torhout en bleef dit tot in 1921.
Daarnaast werd hij in 1904 gemeenteraadslid en burgemeester van Ruddervoorde en bleef dit tot aan zijn ontslag in 1920. In 1923 verliet hij de gemeente en verhuisde naar Sint-Joost-ten-Node, waar hij in 1930 overleed.